# 尼普西·哈塞尔
厄米亚斯·约瑟夫·阿斯格多姆（英语：Ermias Joseph Asghedom，1985年8月15日 - 2019年3月31日），艺名尼普西·哈塞尔（Nipsey Hussle，常风格化为Nipsey Hu$$le），是来自美国加利福尼亚州洛杉矶的饶舌歌手、企业家和社会活动家。尼普西·哈塞尔于2000年代中期出现在西海岸嘻哈音乐界，他独立发布了第一张混音带《Slauson Boy Volume 1》，其在当地小获成功，这使他签约了唱片公司Cinematic Music Group和史诗唱片。
尼普西·哈塞尔因其众多的混音带而闻名，包括《Bullets Ain't Got No Name》系列、《The Marathon》、《The Marathon Continues》和《Crenshaw》，而其中的最后一张，饶舌歌手Jay-Z曾以每张100美元的价格买了100份。在数次推迟后，他的首张录音室专辑《Victory Lap》于2018年发行，获得了好评和商业上的成功，并在2019年第61届格莱美奖颁奖典礼上获得最佳说唱专辑的提名。
尼普西·哈塞尔以其创业和社会活动而闻名，他在2017年与合作伙伴Carless（该店负责人）、Karen Civil及其兄弟Samiel Asghedom 共同创办了“Marathon Clothing”服装门店，并开办了一个名为“Vector 90”的共用工作空間。
2019年3月31日，尼普西·哈塞尔在洛杉矶南部的“Marathon Clothing”门店外被枪杀。当天早些时候与尼普西·哈塞尔对峙过的29岁男子埃里克·霍尔德（Eric Holder）于2019年4月2日被捕并被控谋杀罪。

## 早年生活
厄米亚斯·约瑟夫·阿斯格多姆于1985年8月15日出生，父母为厄立特里亚移民达维特·阿斯格多姆（Dawit Asghedom）和非裔美国女性安杰莉克·史密斯（Angelique Smith）。他与哥哥萨米尔（Samiel）和妹妹萨曼莎（Samantha）在南洛杉矶的克伦肖（Crenshaw）区长大。阿斯格多姆在附近的卡斯尔海茨区（Castle Heights）就读汉密尔顿高中（Hamilton High School），但在毕业前退学了。
14岁时，阿斯格多姆离开家，加入当地的Rollin 60's Neighborhood Crips，一个主要活动在他的家乡克伦肖的瘸帮下属团体。他的艺名改自喜剧演员尼普西·拉塞尔（Nipsey Russell），起源于儿时朋友给他的昵称。
在阿斯格多姆19岁时，他的父亲带着他和哥哥萨米尔于2004年前往位于东非的厄立特里亚旅行了三个月。阿斯格多姆称这次旅行鼓励他成为了具有“企业家精神”的社会活动家。

## 逝世
2019年3月31日，尼普西·哈塞尔死於洛杉磯服裝店外。
洛杉磯縣驗屍辦公室星期一證實，說唱歌手尼普西·哈塞爾頭部和軀幹中彈身亡。
週日下午3點20分，哈塞爾在洛杉磯南部海德公園服裝店被槍殺。警察尚未指名這起謀殺案的嫌疑人。洛杉磯警察局總部定於週二上午古董新聞發布會。社區領導人試圖阻止附近居民進行報復。

## 唱片
- 《The Marathon》(2010年)[30]
- 《The Marathon Continues》(2011年)[31]
- 《Crenshaw》(2013年)[32]
- 《Mailbox Money》(2014年)[33]
- 《Victory Lap》(2018年)

## 影视
| 年份 | 名称                              | 角色         | 注释                                    |
| ---- | --------------------------------- | ------------ | --------------------------------------- |
| 2007 | I Tried                           | Little Ricky | 配角                                    |
| 2010 | Love Chronicles: Secrets Revealed | Janky        | 配角                                    |
| 2010 | Caged Animal                      | Ricky        | 主角                                    |
| 2015 | Crazy Ex-Girlfriend               | 本人         | 剧集: "Josh Just Happens to Live Here!" |